# Breaking the Girl
"Breaking the Girl" é uma canção da banda Red Hot Chili Peppers de seu quinto álbum de estúdio, Blood Sugar Sex Magik. Foi lançada como single em 1992. É uma canção calma e relata a relação entre Anthony Kiedis e sua namorada da época.
Chad Smith disse em The Chad & Flea Show que a bateria da canção foi inspirada em Mitch Mitchell, baterista do The Jimi Hendrix Experience.

## Clipe
O videoclipe foi lançado em 92, dirigido por Stéphane Sednaoui. Ele faz uso pesado e experimental de cores vibrantes, com o fundo e costumes mudando constantemente. Os membros da banda adotam aparências surreais, com Kiedis, por exemplo, parecendo a Princesa Leia, com roupas e cabelo. Foi um dos dois únicos vídeos de Arik Marshall com a banda.

## Versões Covers
- Anna Nalick  gravou uma versão acústica da canção para ela no Shine EP.
- Em 2007 a banda Turin Brakes gravou a canção para uma compilação do grupo.

## Canções no Single
CD single (1992)
1. "Breaking the Girl (Editado)"
2. "Fela's Cock (inédita)"
3. "Suck My Kiss (ao vivo)"
4. "I Could Have Lied (ao vivo)"

CD single versão 2 (1992)
1. "Breaking the Girl (Editada)"
2. "Suck My Kiss (ao vivo)"
3. "I Could Have Lied (ao vivo)"

7" single (1992)
1. "Breaking the Girl (Edit)"
2. "Fela's Cock (inédita)"

12" single (1992)
1. "Breaking the Girl (Editada)"
2. "Fela's Cock (inédita)"
3. "Suck My Kiss (ao vivo)"
4. "I Could Have Lied (ao vivo)"

Cassette single (1992)
1. "Breaking the Girl (Editado)"
2. "The Power of Equality (Versão do álbum)"

## Desempenho nas paradas musicais
| Paradas (1991)                              | Melhor posição |
| ------------------------------------------- | -------------- |
| Estados Unidos - Alternative Songs          | 19             |
| Estados Unidos - Hot Mainstream Rock Tracks | 15             |
| Reino Unido - UK Singles Chart              | 41             |
| Canadá - RPM Singles Chart                  | 45             |
| Irlanda - Irish Singles Chart               | 19             |
| Austrália - ARIA Singles Chart              | 30             |